# Avoise
Avoise é uma comuna francesa na região administrativa do País do Loire, no departamento de Sarthe. Estende-se por uma área de 24.56 km². Em 2010 a comuna tinha 606 habitantes (densidade: 24,7 hab./km²).